# Milpillas, Hidalgo
Milpillas är en ort i Mexiko.   Den ligger i kommunen San Agustín Metzquititlán och delstaten Hidalgo, i den sydöstra delen av landet, 130 km norr om huvudstaden Mexico City. Milpillas ligger 1 358 meter över havet och antalet invånare är 373.
Terrängen runt Milpillas är huvudsakligen kuperad. Milpillas ligger nere i en dal. Runt Milpillas är det ganska glesbefolkat, med 30 invånare per kvadratkilometer. Närmaste större samhälle är Zacualtipán, 15,0 km norr om Milpillas. I omgivningarna runt Milpillas växer huvudsakligen savannskog.